# تاکویا ماتسوناگا
تاکویا ماتسوناگا (انگلیسی: Takuya Matsunaga؛ زادهٔ ۱۰ ژوئن ۱۹۹۰) بازیکن فوتبال اهل ژاپن است.